# Ion Nicolau
Ion Nicolau (n. 7 februarie 1885, București – d. 18 decembrie 1963, București) a fost un medic pediatru român, profesor la Facultatea de Medicină din Iași și, ulterior, director al Institutului de Pediatrie „Emilia Irza”, membru corespondent al Academiei Române.

## Distincții
- titlul de „Medic Emerit al Republicii Populare Romîne” (5 august 1954) „pentru merite excepționale și realizări deosebite în domeniul ocrotirii sănătății oamenilor muncii”[1]
- titlul de „Profesor Emerit al Republicii Populare Romîne” (5 noiembrie 1962) „pentru activitatea îndelungată, contribuție în dezvoltarea științei și merite deosebite în dezvoltarea învățămîntului superior”[2]